# Fort McClary
 (février 2025).
Si vous disposez d'ouvrages ou d'articles de référence ou si vous connaissez des sites web de qualité traitant du thème abordé ici, merci de compléter l'article en donnant les références utiles à sa vérifiabilité et en les liant à la section « Notes et références ».
Fort McClary est une ancienne fortification défensive de l'armée américaine située dans le Maine, près de Portsmouth, à l'embouchure de la rivière Piscataqua. Le site fut le lieu de fortifications successives couvrant toutes les guerres majeures survenant sur le territoire américain jusqu’à la Première Guerre Mondiale. 
Le fort est nommé d'après le militaire Andrew McClary.